# Olof Wijk den yngre
Olof Wijk den yngre, född 21 juli 1833 i Göteborg, död 17 september 1901, var en svensk affärsman, donator (Olof och Caroline Wijks fond) och politiker (moderat-liberal). Han var riksdagsledamot (andra kammaren) 1867–1890, talman 1880–1890. Den 24 oktober 1890 blev han den näst siste som adlades i Sverige och introducerades på Riddarhuset 1891 med nr. 2342. Hans släkt härstammar från Wiken Mellangården, Björlanda socken på Hisingen.

## Karriär
Wijk tog studentexamen i Uppsala 1850 och kameralexamen där 1851. Han var anställd i firma Olof Wijk & Co. i Göteborg 1851–1856, blev delägare efter sin fars död 1856 och fick burskap som grosshandlare i Göteborg 1856. Wijk var ledamot av styrelsen för Skandinaviska Kredit AB 1864–1901, varav som ordförande 1896–1901, av Livförsäkrings AB Svea, av Bergslagernas Järnvägs AB 1887–1901, varav som vice ordförande 1889–1895 och ordförande 1896–1901, av Göteborgs Mek. Verkstads AB, av Göteborgs sparbank, av Göteborg-Borås Järnvägs AB och av Göteborg-Hallands Järnvägs AB. Han var vidare ledamot av riksdagens andra kammare 1867–90, varav som vice talman 1875 vid sin tionde riksdag och till 1880 samt talman 1880–1889, ledamot av konstitutionsutskottet 1870–1871 och av bevillningsutskottet 1873–1880, ledamot av tullkommittén 1876–1882, statsrevisor 1865 samt ledamot av Göteborgs stadsfullmäktige 1863–1897, varav som ordförande 1888–1897.
Olof Wijk d.y. utvecklade den Wijkska handelsfirman Olof Wijk & Co. till ett företag med omfattande industriella intressen. Företagets anläggningstillgångar i form av fastigheter samt aktier och obligationer utgjorde år 1860 cirka 100 000 kronor av en balansomslutning på 1 miljon kronor och år 1874 cirka 1 miljon kronor av en omslutning på 3,9 miljoner.
Vid bouppteckningen efter hans död 1901 uppgick behållningen till över 7 miljoner kronor, i huvudsak placerade i aktier och obligationer, såsom aktier i Långrörs AB, Gideå & Husums AB, Bofors, Trafik AB Grängesberg-Oxelösund, Skandinaviska Kredit AB, Göteborgs Mekaniska Verkstad, Bergslagernas Järnväg, Göteborg-Borås och Borås-Alvesta Järnvägar, Brand- och Livförsäkrings AB Svea med flera. Den stora förmögenheten var framför allt skapad av den norrländska sågverkshanteringen och trävaruexporten.

### Övriga uppdrag

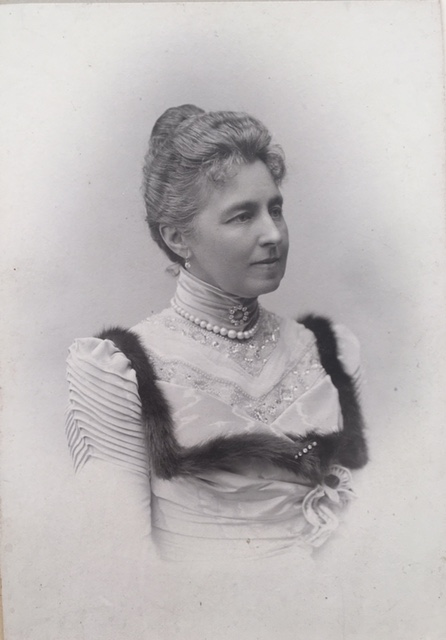
Caroline Wijk, född Dickson, var gift med Olof Wijk från 1870.

Olof Wijk var ledamot av och kassaförvaltare för allmänna folkskolestyrelsen 1863–1871, ledamot av gatu- och vägförvaltningen 1864–1866, av direktionen för Allmänna och Sahlgrenska sjukhuset 1864, av fullmäktige för handelsföreningen i Göteborg 1872–1883, av handels- och sjöfartsnämnden 1873–1883, av styrelsen för Göteborgs undervisningsfond 1886–1893, av styrelsen för Göteborgs högskola 1887–1901, av hamnstyrelsen 1898–1899. Han var ledamot av kommittén för gatornas underhåll och belysning 1860–1865, av beredningen för undersökning av grundläggningen av tull- och packhuset 1863, av beredningen för dränering av trakten mellan Kvarnberget och Lilla Berget 1864, av valkommitten 1868–1869, av beredningarna för upprättandet av förslag till utdelningar ur Renströmska fonden 1870, 1878, 1885 och 1894, av beredningar för förslag om hamnens utvidgning 1874–1875 och 1886–1887.
Wijk var ledamot av beredningen för uppförande av nya folkskolehus 1875–1876, av beredningen för förvärv åt staden av hamnegendomar i Majorna 1886–1887, av budgetberedningen 1887–1897, ledamot av festkommittén för konungen 1864, av festkommittén för firandet av 50-årsdagen av Norges och Sveriges förening 1864, av festkommittén för firande av konungens namnsdag 1866, av festkommittéerna vid konungens besök 1869 och 1871, av festkommittén vid kronprinsens besök 1878, av festkommittén vid kronprinsens och kronprinsessans besök 1881, av deputationen vid konungens och drottningens silverbröllop 1882, av kommittén för högtidlighållande av 250-årsdagen av Gustav II Adolfs död 1882, av festkommittén vid konungens och drottningens besök 1886, av festkommittén för högtidlighållande av 300-årsdagen av Gustav II Adolfs födelse 1894 och av deputationen vid uppvaktningen för konungen vid regeringsjubileet 1897.

## Utmärkelser
Olof Wijk blev filosofie hedersdoktor i Uppsala 1900, ledamot av Kungliga Vetenskaps- och Vitterhetssamhället i Göteborg 1878 och hedersledamot 1897. Han fick kommendörsgrad med stora korset av Vasaorden och var riddare av Nordstjärneorden.
Olof Wijksgatan i stadsdelen Lorensberg i Göteborg är uppkallad efter Olof Wijk den yngre.

## Eftermäle

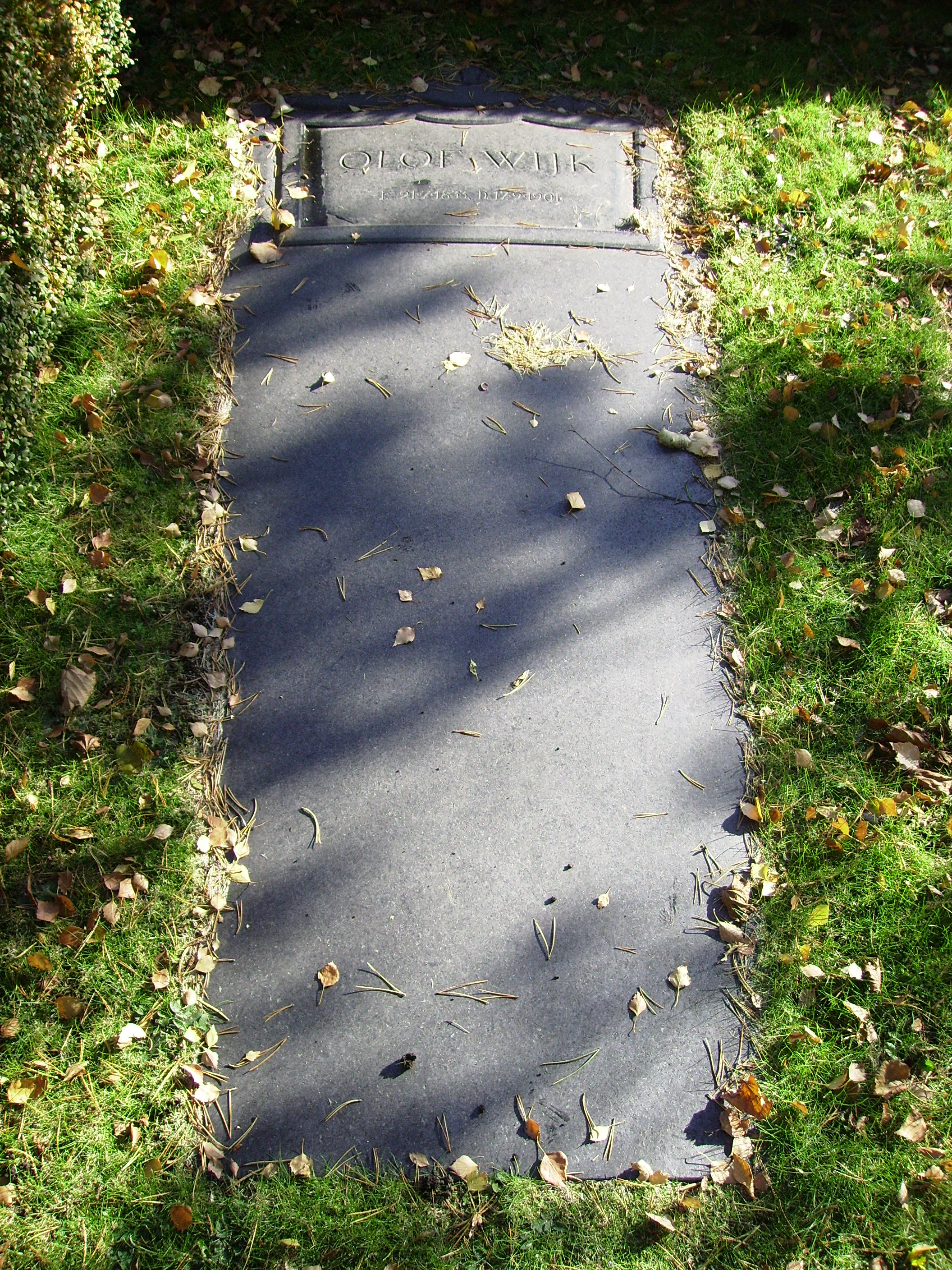
Olof Wijk d.y.:s gravvård på Östra kyrkogården, Göteborg.

Den samtida Göteborgsskildraren C R A Fredberg skriver om Olof Wijks engagemang och gärning:

"Han var helt enkelt oförliknelig i talmansstolen. Djupt inne i alla riksdagsärenden, väl bekant med varenda riksdagsman, älskvärd och förbindlig men på samma gång behärskad till hela sitt väsen, stod han i bästa samklang med hela kammaren. Han var älskad och beundrad och hans inflytande blev allt djupare för vart år som gick. Detta inflytande sträckte sig ej blott till kammarkamraterna utan även till Första kammarens män och till och med till regeringen. Hans enskilt givna råd värderades högt, hans lugn och hans takt meddelade sig åt andra, hans glada lynne var en medlareförmåga, som var oemotståndlig. Det var arten av Wijks politiska storhet, ej de originella förslagen, den storpolitiska spekulationen eller de lyckade kupperna."

## Familj
Olof Wijk var son till grosshandlare Olof Wijk den äldre och Hilda Prytz. Han gifte sig den 8 september 1870 i Örgryte med Caroline Dickson, född 17 oktober 1846 i London, död 28 februari 1918 i Stockholm, dotter till grosshandlare James J:son Dickson och Eleonore Willerding. De hade tre barn: Olof (28 december 1874 — 24 mars 1896), grosshandlaren och riksdagsmannen Hjalmar Wijk (1877–1965) samt Eleonora "Ella" (1880–1970), gift första gången 1901 med legationsrådet greve Eugène von Rosen på Örbyhus och andra gången 1927 med professor Johan Henning Waldenström.
Olof Wijk var en nära vän till kung Oscar II, som ofta hälsade på hos familjen vid sina Göteborgsbesök. Familjen bodde i det Wijkska huset vid Lilla Torget 1, en fastighet som tillhörde familjen i över 70 år (1853–1925).
Olof Wijk är begravd på Östra kyrkogården i Göteborg tillsammans med hustrun Caroline och sönerna Olof och Hjalmar.